# Groupe de NGC 1819
Le groupe de NGC 1819 comprend au moins cinq galaxies situées dans la constellation d'Orion. La distance moyenne entre ce groupe et la Voie lactée est d'environ 63,6 Mpc (∼207 millions d'al). 

## Membres
Le tableau ci-dessous liste les cinq galaxies du groupe indiquées dans l'article de A.M. Garcia paru en 1993. 
| Nom      | Class.  | Type         | α (J2000.0)   | δ (J2000.0) | Vitesse radiale (km/s) | m     | Distance (Mpc) | Diamètre (kal) |
| -------- | ------- | ------------ | ------------- | ----------- | ---------------------- | ----- | -------------- | -------------- |
| NGC 1819 | SB0     | Lenticulaire | 05h 11m 46.1s | 05° 12′ 02″ | 4470 ± 5               | 12,5  | 65,9 ± 4,6     | 110            |
| IC 412   | S?      | Spirale      | 05h 21m 56.7s | 03° 29′ 11″ | 4311 ± 46              | 13,7  | 63,8 ± 4,5     | 84             |
| IC 413   | S0      | Lenticulaire | 05h 21m 58.8s | 03° 28′ 56″ | 4333 ± 46              | 13,8  | 64,1 ± 4,5     | 66             |
| UGC 3294 | SA(rs)b | Spirale      | 05h 21m 04.0s | 04° 00′ 23″ | 4145 ± 4               | 12,85 | 61.3,9 ± 4,3   | 179            |
| UGC 3296 | Sab     | Spirale      | 05h 21m 21.9s | 04° 53′ 16″ | 4267 ± 3               | 13,17 | 63,1 ± 4,4     | 120            |

Le site DeepskyLog permet de trouver aisément les constellations des galaxies mentionnées dans ce tableau ou si elles ne s'y trouvent pas, l'outil du site constellation permet de le faire à l'aide des coordonnées de la galaxie. Sauf indication contraire, les données proviennent du site NASA/IPAC.